# Zvezno sodišče Socialistične federativne republike Jugoslavije
Zvezno sodišče SFRJ (srbohrvaško Savezni sud SFRJ) je bilo najvišje sodišče Socialistične federativne republike Jugoslavije (SFRJ) v letih 1974–1992, ki je vodilo sistem sodišč splošne pristojnosti za obravnavanje civilnih, kazenskih in upravnih zadev ter sistem vojaških sodišč in vladna sodišča.
Z ustavo SFRJ iz leta 1974 je bilo ustanovljeno Zvezno sodišče, ki je nadomestilo obstoječa Vrhovno sodišče Jugoslavije in Vrhovno gospodarsko sodišče, ki sta prenehala delovati 1. junija 1974.
Pristojnosti sodišča:
- obravnava premoženjskih sporov med subjekti federacije, pa tudi med subjektom federacije in samo federacijo;
- obravnava kot sodišče zadnje stopnje sporov, ki nastanejo zaradi povzročitve škode zaradi uporabe protiustavnih in nezakonitih pravnih aktov;
- preverjanje zakonitosti upravnih aktov organov Unije;
- obravnava kot sodišče zadnje stopnje pritožbe zoper sodne sodbe o izreku smrtne kazni;
- obravnava sporov o pristojnosti med republiškimi (območnimi) sodišči ter med vojaškimi in drugimi sodišči;
- sprožanje vprašanj pred ustavnimi sodišči o preverjanju ustavnosti in zakonitosti zakonov in drugih pravnih aktov, če jih je sodišče v posameznem primeru uporabljalo.

Sestavo Zveznega sodišča je oblikovala Zvezna skupščina SFRJ, ki je na njihova mesta imenovala predsednika in sodnike za dobo osem let. Pri sodišču so sodelovali tudi sodniki porotniki, ki jih je imenovala Zvezna skupščina za dobo štirih let, število pa je določila skupščina na podlagi paritete iz vsake republike in regije.